# Zero-G
Zero-G는 영국의 소프트웨어 기업이다. Zero-G는 특히 VOCALOID 음성 라이브러리를 제작한 회사로 유명하다.
Zero-G에서 LEON·LOLA, MIRIAM, PRIMA, TONIO, SONIKA, AVANNA 보컬로이드 라이브러리를 제작하였다.